# Tamarín žlutoruký
Tamarín žlutoruký (Saguinus midas) patří mezi ploskonosé a své jméno získal podle žlutých či oranžových chlupů na svých končetinách. Jeho přirozeným místem výskytu jsou lesnaté oblasti na severu Amazonky v Brazílii, Guyaně, Francouzské Guyaně, Surinamu a pravděpodobně ve Venezuele. Populace tamarínů, žijící na jihu Amazonie, nemá specificky zbarvené chlupy a je označována jako samostatný druh (Tamarín černý).
Tamarín žlutoruký je dlouhý 20,5 až 28 centimetrů bez ocasu, případně 31 až 44 centimetrů i s ocasem. Váha se pohybuje mezi 400 až 550 gramy. Tamarín žlutoruký se ve volné přírodě dožívá zhruba 10 let, v zajetí se může dožít až věku 16 let. Pohlavně dospívají v 16 - 20 měsících.

## Chování
Opice žijí ve skupinách čítajících od 4 do 15 členů s menší konkurencí mezi samci v oblasti rozmnožování. V období množení rodí mláďata vždy jen jedna samice ve skupině a u zbylých je tento instinkt potlačen. Období březosti trvá 140 až 170 dnů a nejčastěji se narodí dvě mláďata. O mladé tamaríny se starají primárně otcové, ale v péči se střídají i další členové skupiny. Prioritou ve skupině je obrana, a pokud je jeden z tamarínů napaden, ostatní ho brání. Jsou to také teritoriální zvířata, která mohou být agresivní. Mají ostré tesáky a drápy na všech prstech.
Tamaríni žlutorucí jsou výjimečně dobří ve šplhání a tráví většinu času v korunách stromů a na větvích. Jsou rychlí a hbití a jsou schopni dalekých skoků či seskoků ze stromů na zem až z výšky 18 metrů bez zranění. Jejich jídelníček zahrnuje hlavně ovoce, květiny, nektar, hmyz, žáby, pavouky či ještěrky. Mezi jejich přirozené predátory patří malé kočky, dravci a hadi.

## Chov
Odchov tamarínů žlutorukých v zajetí není nijak extrémně náročný, zvířata jsou hravá, zvědavá a učenlivá. Jedná se však o sociální tvory, které je potřeba chovat ve skupině s jasnými nároky na prostor a stravu, což je nutné brát v úvahu v případě chovu tamarínů jako domácích mazlíčků a jedinec chovaný bez společnosti vykazuje známky trápení a může i uhynout. V České republice lze tamaríny žlutoruké vidět v řadě zoologických zahrad, například v Zoo Brno, Zoo Na Hrádečku, Zoo Plzeň, Zoo Děčín, Zooparku Zájezd či v Zoo Tábor. Na Slovensku je chován v Zoo Bratislava a Zoo Košice.